# Praça do Japão (Curitiba)
A Praça do Japão é um espaço público do município de Curitiba, capital do estado brasileiro do Paraná.
Foi construída em homenagem aos imigrantes japoneses que chegaram a partir de 1910. A capital paranaense possui a segunda maior comunidade japonesa do Brasil, atrás de São Paulo, e hoje abriga mais de 32 mil de seus descendentes.

## Espaços e atrações
Em uma área arborizada de 14 mil metros quadrados, existem espalhadas pela praça 30 cerejeiras, enviadas pelo império nipônico, e seis lagos artificiais nos moldes japoneses.
Uma escultura de Buda no centro de um dos lagos, tem como simbologia a irmandade entre Curitiba e Himeji, além de transmitir a paciência e arte dos japoneses, presentes no Brasil desde o início do Século XX.
Há também uma lanterna esculpida em pedra, um símbolo tradicional nos jardins do Japão, que foi doada pela assembleia legislativa de Hyogo, região co-irmã do Paraná, em 1979.
A praça conta ainda com o "Portal Japonês e o "Memorial da Imigração Japonesa".
Em julho de 2018, foi aberto o Espaço Tomie Ohtake, em homenagem à artista plástica, falecida em 2015. Uma obra de sua autoria, composta por uma escultura vermelha de sete metros de altura e estruturada em aço, foi instalada no local.

## História
Seu projeto foi iniciado em 1958 e concluído em 1962. Uma reforma em 1993 incluiu o "Portal Japonês" e o "Memorial da Imigração Japonesa". No memorial está a "Biblioteca Municipal da Praça do Japão", que em 2008, ganhou a denominação de "Biblioteca Hideo Handa" em homenagem ao escritor de origem nipônica.
Há também a Casa de Chá e a Casa da cultura, com obras da literatura japonesa, dobraduras de papel (origami), arte floral (ikebana) e poemas de três versos (haikai).
Em março de 2018, a prefeitura de Curitiba abriu uma via pavimentada dentro do perímetro da praça, com o objetivo de correções geométricas no sistema viário local, para dar passagem a uma nova linha de ônibus urbano. 
A comunidade vizinha da praça manifestou desacordo com o projeto, realizando alguns eventos de protestos, a ponto do Ministério Público ser acionado. Porém, o prefeito Rafael Greca manteve o cronograma das obras e a nova linha urbana foi inaugurada no dia 28 de março de 2018.

## Galeria de imagens

Praça do Japão
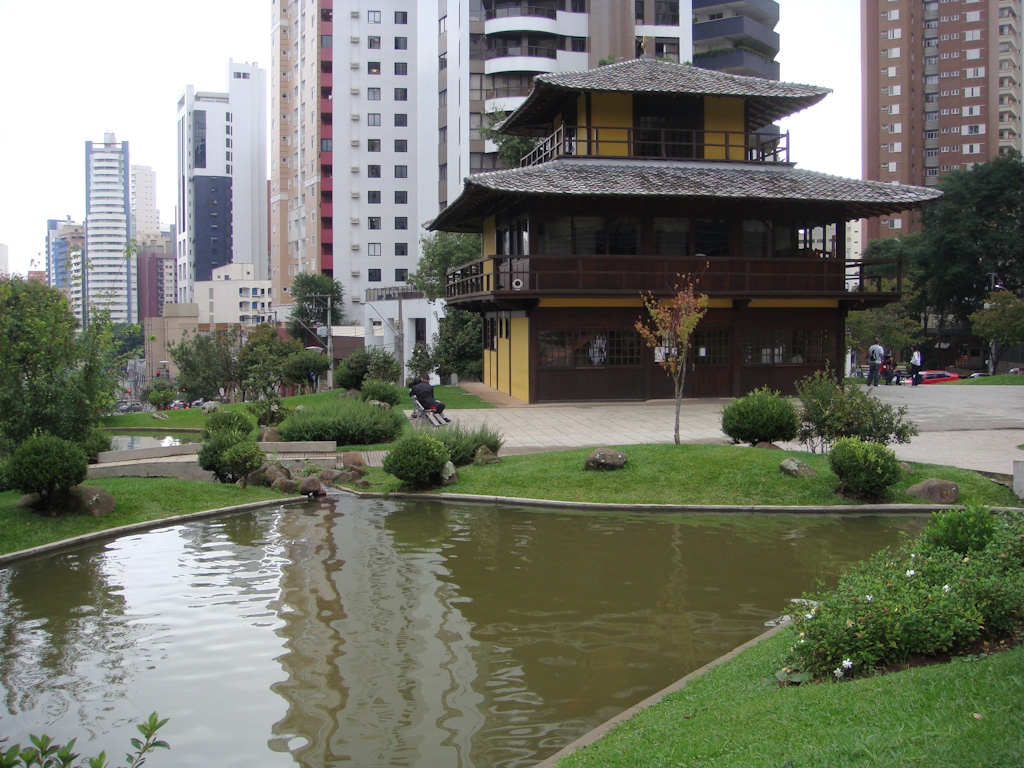
Memorial da Imigração Japonesa
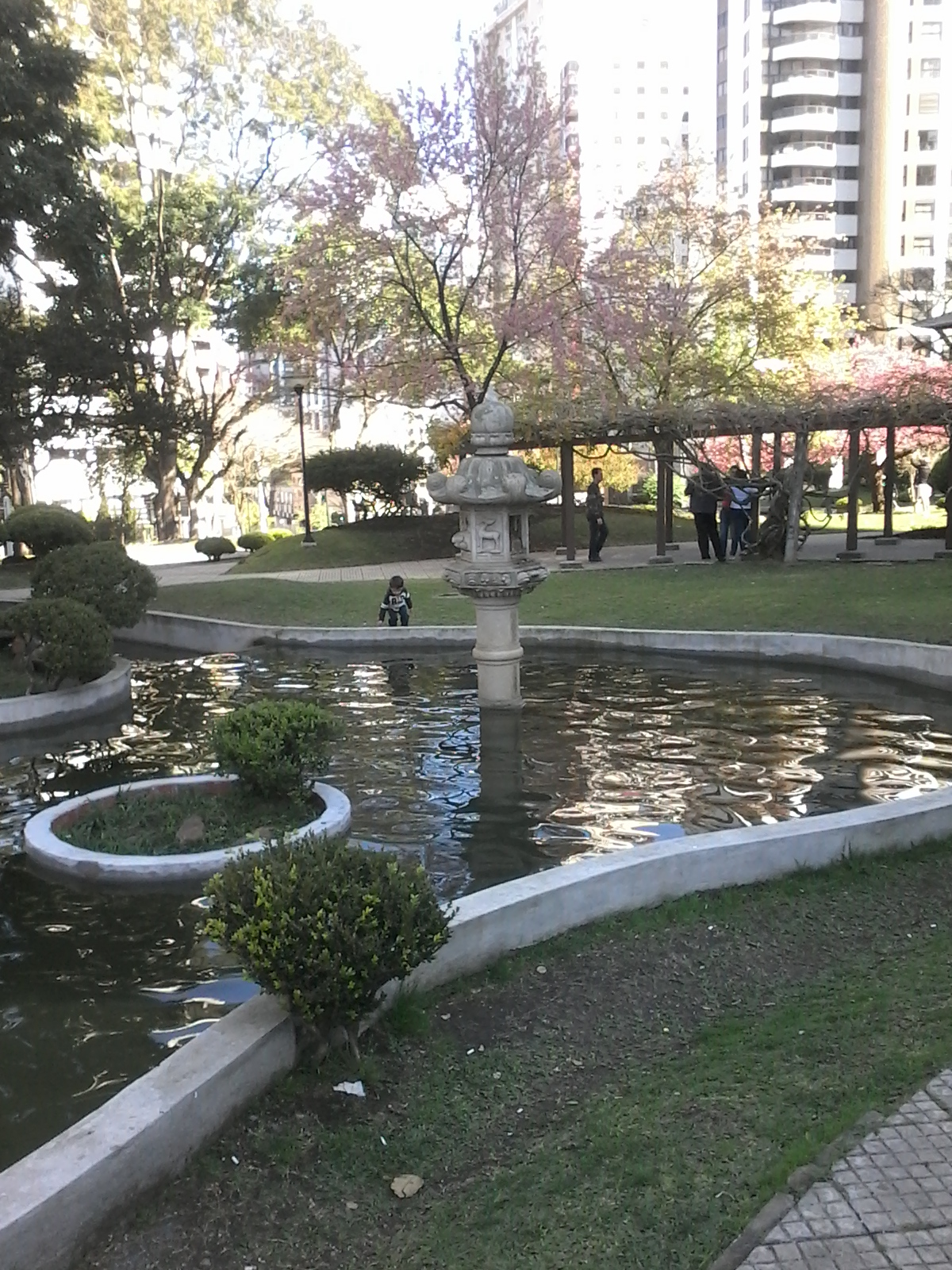
Lanterna esculpida em pedra num dos lagos ornamentais
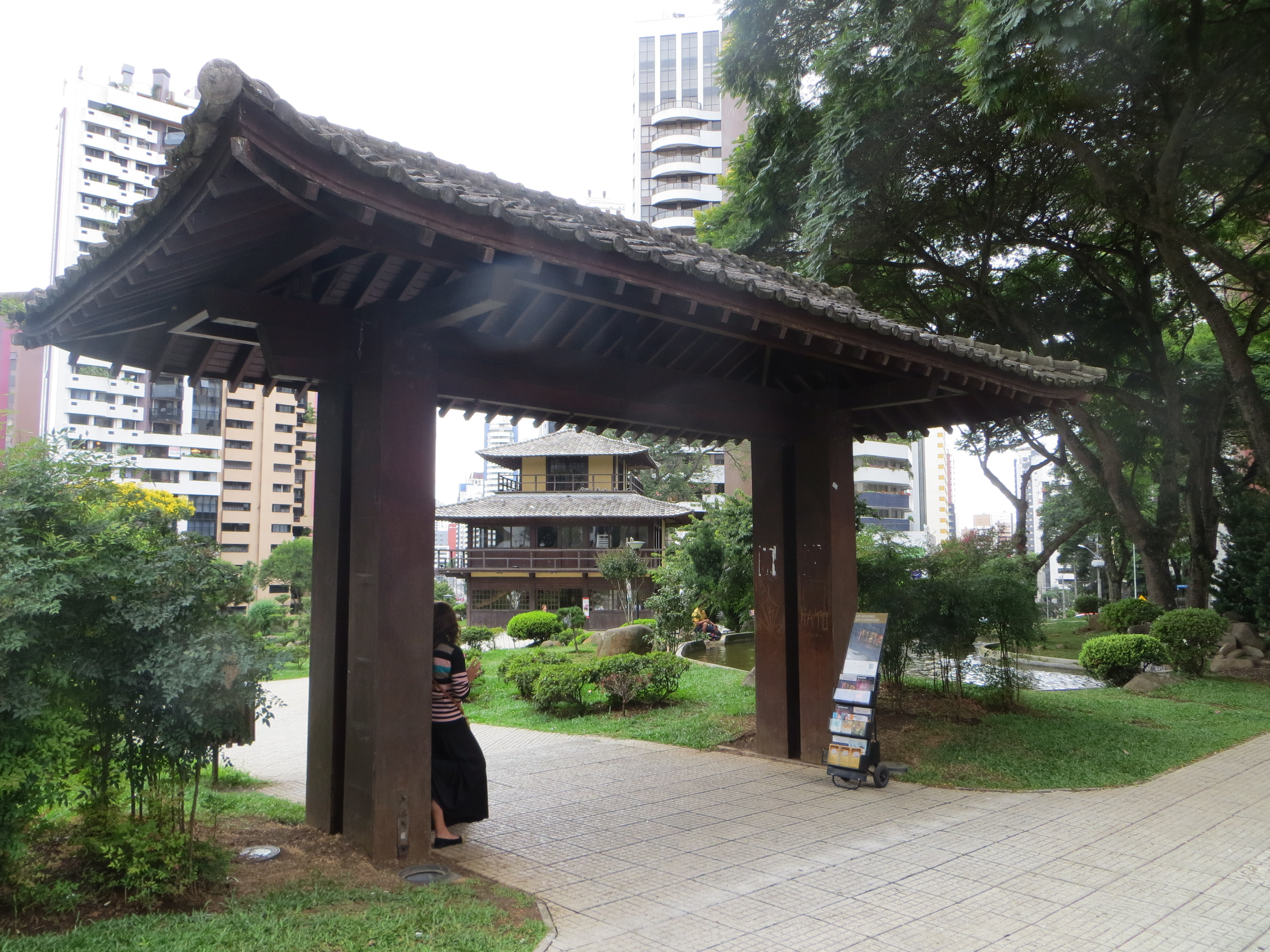
Portal Japonês
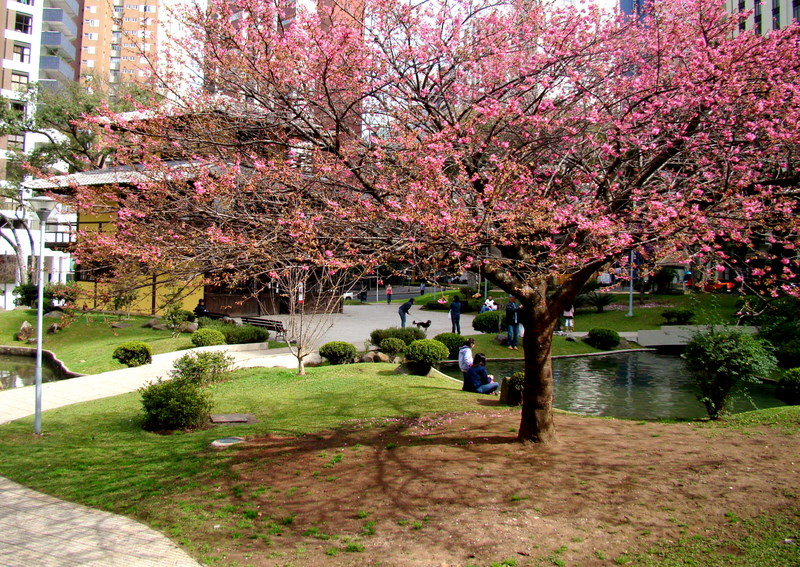
Cerejeira da praça doadas pelo governo japonês
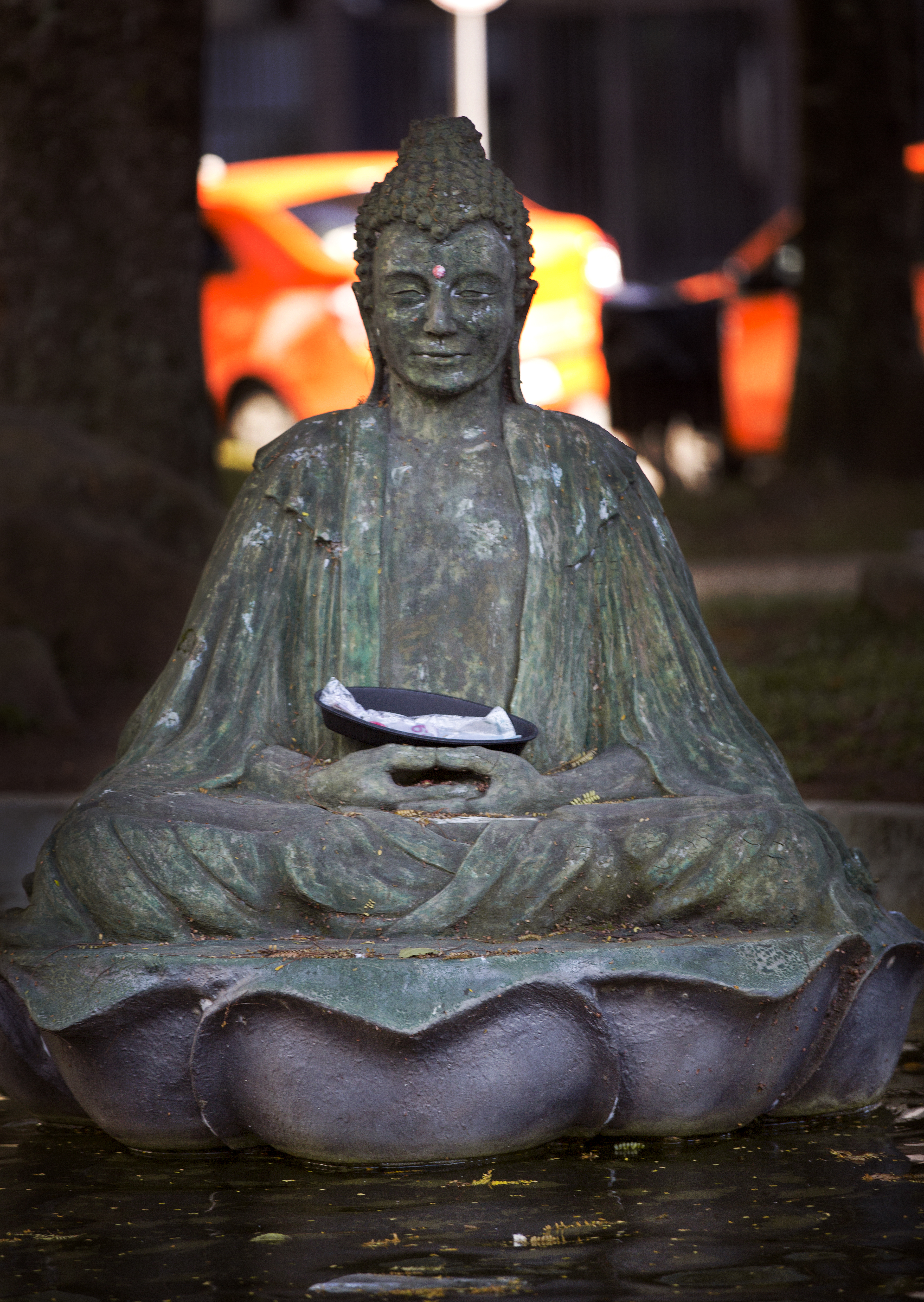
Escultura Buda Sobre Flor de Lótus